# 朱苔麗
朱苔麗（1953年—），臺灣女高音聲樂家、音樂教育家。

## 生平
1953年出生於臺北市，父親朱永鎮是著名男低音、作曲家及音樂教育家，母親楊海音也是聲樂家。1956年，父親朱永鎮受指派至泰國曼谷中華會館講學時，在中共策劃的爆炸中喪生。1961年，隨母親移居義大利，並考入羅馬聖契其利亞音樂院鋼琴組三年級。三年後返回臺北。1968至1970年，就讀國立臺灣藝術專科學校。1970年冬季，受中華民國教育部以「資賦優異」之名義補助，前往聖契其利亞音樂院主修聲樂，並在1976年以滿分成績畢業。
1992年起，在義大利開始任教。2001至2008年，在布雷西亞音樂學院擔任聲樂教授，為該學院唯一的亞裔師資；2008年起，在維洛納音樂學院擔任聲樂教授至今。
2004年年底，在國家交響樂團與導演黎煥雄推出的貝里尼歌劇《諾瑪》中飾演女祭司諾瑪。
2017年年底，與國立臺灣交響樂團共同推出【美聲、聖誕、拉威爾－朱苔麗與國臺交】音樂會，作為告別舞台演出，往後則專注於教學工作。

## 外部連結
- 簡歷
- 朱苔麗 臺灣音樂館
- 朱苔麗 （页面存档备份，存于） 臺灣音樂群像